# تئاتره لیوره

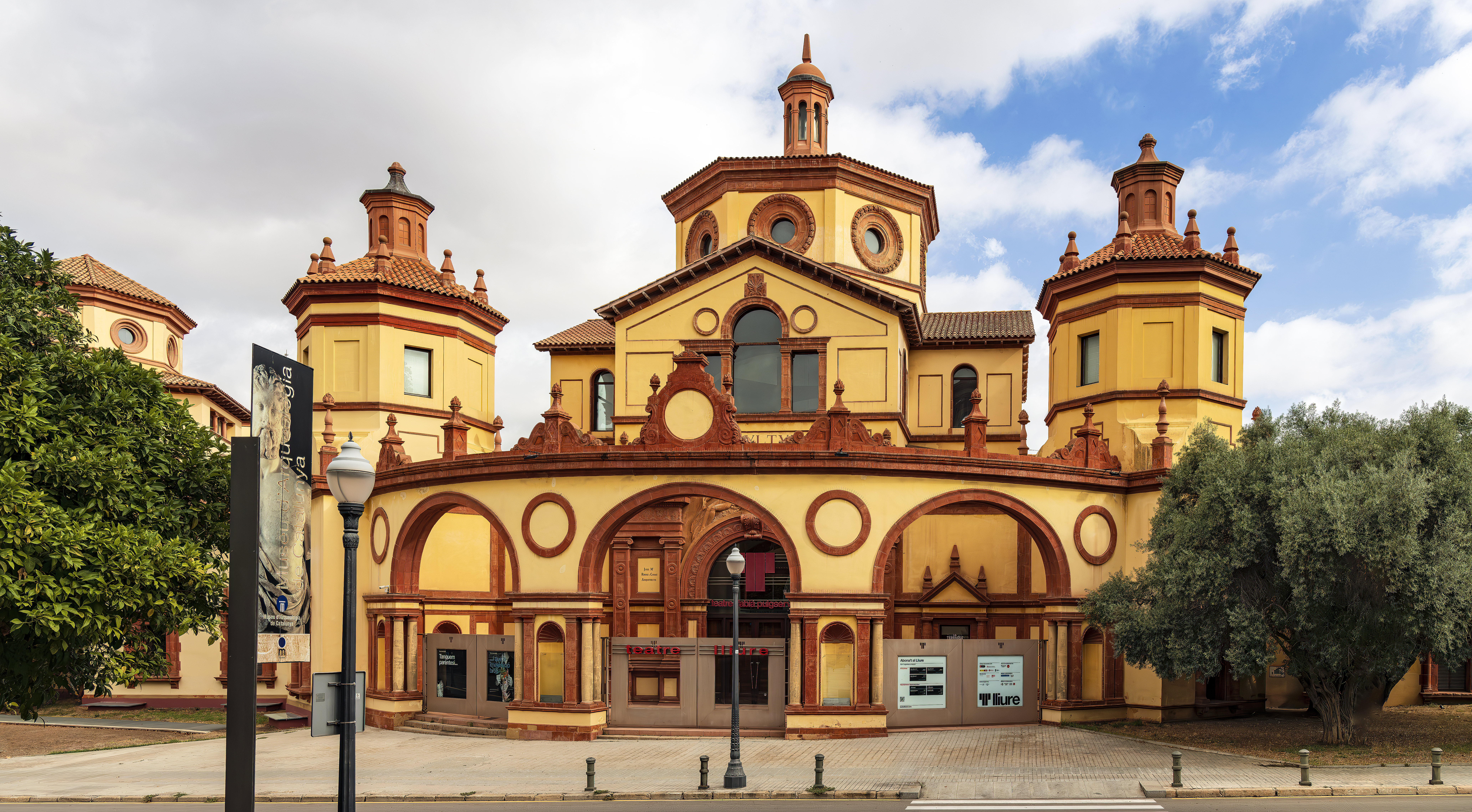
ساختمان «تئاتره لیوره».

تئاتره لیوره (کاتالونیایی: Teatre Lliure) نام یک سالن نمایش مشهور در شهر بارسلون است که معتبرترین سالن نمایش در ناحیه کاتالونیا محسوب می‌شود.
این سالن نمایش در سال ۱۹۷۶ میلادی در محلهٔ «گراثیا» برپا شد و علاوه بر تئاتر، هنرهای رقص و موسیقی هم در آن عرضه می‌شود و در عینِ حال، نمایشگاهی برای آثارِ هنری هم هست. از سال ۲۰۰۱ میلادی این سالن به مکانی جدیدی در ناحیه مونژوئیک نقلِ‌مکان کرده است.
«تئاتره لیوره» از اعضای «اتحادیه سالن‌های نمایش اروپا» و یکی از بنیان‌گذاران آن است و بابت مشارکت‌هایش در هنرهای نمایشیِ کاتالونیا و اسپانیا برنده دو جایزهٔ مهمِ «جایزه کرئو د سن ژردی» و «جایزه ملی تئاتر» شده است.